# Kościół Chrześcijański „Nowe Pokolenie” w Katowicach
Kościół Chrześcijański „Nowe Pokolenie” w Katowicach – zbór Kościoła Bożego w Polsce, pastorem jest Marcin Bochenek.
Kościół Chrześcijański „Nowe Pokolenie” w Katowicach jest wspólnotą, która silny nacisk kładzie na rozwijanie indywidualnej relacji z Bogiem, oraz ewangelizację. 

## Historia
Kościół Chrześcijański „Nowe Pokolenie” w Katowicach został utworzony w roku 2013 jako misja Kościoła „Nowe Pokolenie” w Będzinie.
Prace nad utworzeniem wspólnoty rozpoczęły się w połowie czerwca, kiedy zaczęto organizować pierwsze ewangelizacje uliczne. Organizatorem powyższych zgromadzeń od samego początku zajmował się Marcin Bochenek. Od 20 lipca Kościół zaczął spotkania w Katowickim Hotelu Diament przy ulicy Dworcowej 9. Rozpoczęły się również starania do zarejestrowania wspólnoty w federacji Kościołów Bożych, co nastąpiło w lipcu 2014 roku. Wspólnota od początku bardzo mocny nacisk kładła na działania ewangelizacyjne w mieście, organizując między innymi rozdawanie ciepłych napojów na ulicach miasta, „Walentynki z Jezusem”, „Dzień Kobiet”. Od 2014 roku Nowe Pokolenie wspólnie z innymi katowickimi Kościołami (Kościół Baptystyczny „Opoka”, Kościół Metodystyczny, Kościół Chrystusowy, Kościół Wolnych Chrześcijan) stała się współorganizatorem międzydenominacyjnego nabożeństwa odbywającego się cyklicznie w Wielki Piątek.
Od kwietnia 2014 wspólnota rozszerzyła działalność misyjną, czego efektem były między innymi koncerty w Katowicach promujące wartości chrześcijańskie; 19 maja 2014 na ulicy Stawowej Kościół zorganizował koncert chóru gospel „Sign of the Dove” z U.S.A. Miesiąc później 19 czerwca zorganizowany został koncert chrześcijańskiego rapu. Cały czas prowadzona była współpraca z lokalnymi i krajowymi wspólnotami przy organizacji wydarzeń ulicznych. We wrześniu 2014 Kościół współorganizował ewangelizacyjną imprezę pod nazwą Festiwal Życia, która odbyła się na terenie Parku Śląskiego. W roku 2015 Kościół zorganizował wyjazd ok. 1000 osób na Słowacką edycję wydarzenia zorganizowaną w Bratysławie pod hasłem „Bratysława za 20zł”
W latach 2015 - 2016 Kościół organizował konferencje z pastorem Henrym Mardava – dyrektorem Christ for All Cities Ministries, oraz z biskupem Victory Christian Churches.